# Liste der Ständigen Vertreter Portugals bei der Gemeinschaft der Portugiesischsprachigen Länder

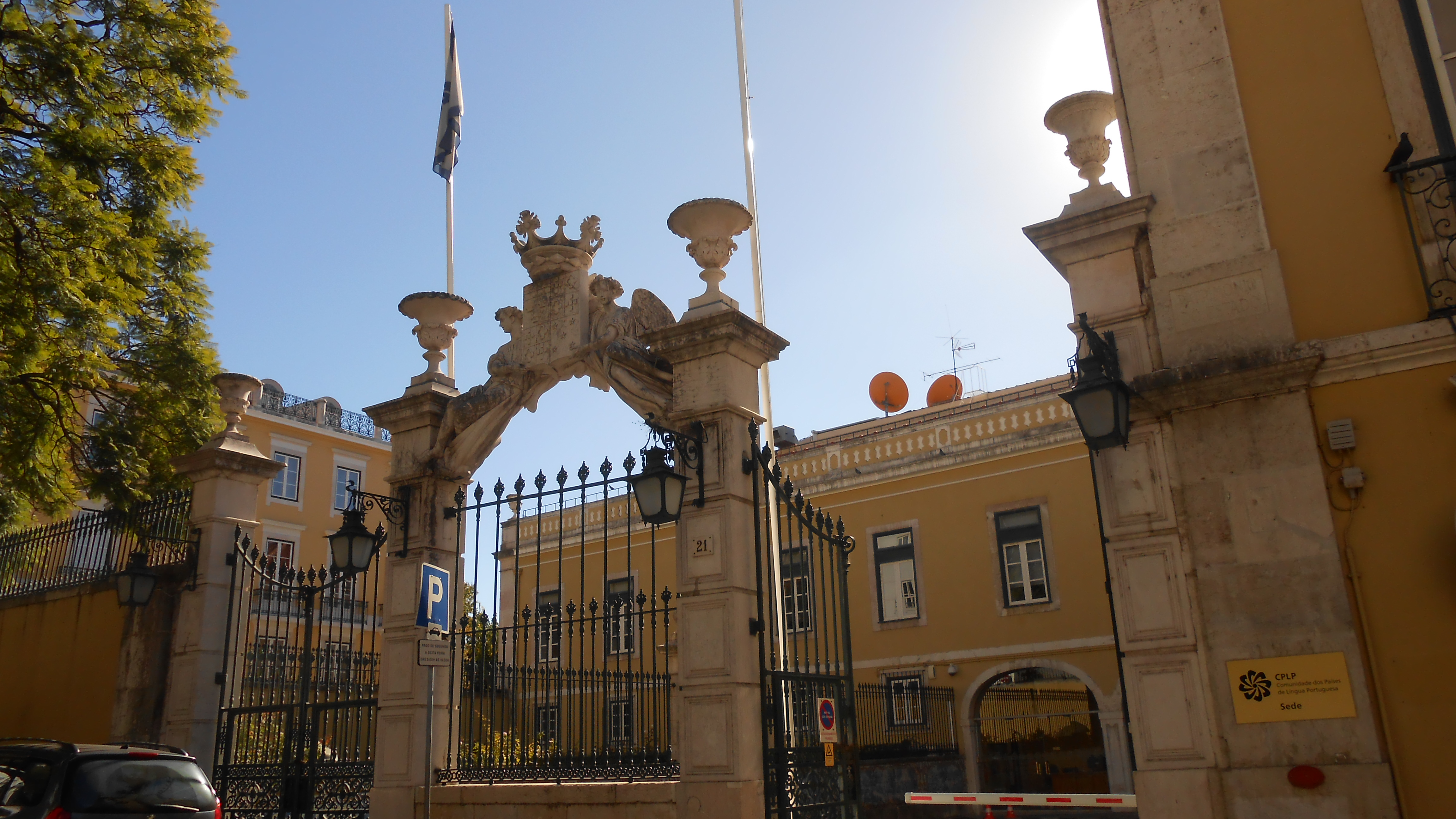
Der Lissabonner Stadtpalast Palácio Penafiel aus dem frühen 17. Jh. ist seit 2011 Sitz der CPLP

Die Liste der portugiesischen Botschafter bei der Gemeinschaft der Portugiesischsprachigen Länder listet die Botschafter der Republik Portugal bei der Gemeinschaft der Portugiesischsprachigen Länder (CPLP) in Lissabon auf.
Portugal war 1996 Gründungsmitglied der CPLP und entsendet seither einen Ständigen Vertreter dorthin.
| Name                                             | Amtszeit             |
| ------------------------------------------------ | -------------------- |
| Alfredo Manuel Silva Duarte Costa                | ab 12. Juni 1996     |
| Américo Madeira Bárbara                          | ab 26. März 1997     |
| Henrique Silveira Borges                         | ab 22. Oktober 1999  |
| João Ramos Pinto                                 | ab 18. Oktober 2001  |
| Vera Fernandes                                   | ab 28. Oktober 2004  |
| Rui Lopes Aleixo                                 | ab 5. Februar 2005   |
| José Roque Vieira Abranches Jordão               | ab 1. Juni 2007      |
| António Russo Dias                               | ab 9. Januar 2009    |
| Clara Borja                                      | ab 30. Januar 2012   |
| Carlos José de Pinho e Melo Pereira Marques      | ab 6. März 2013      |
| Mário Jesus dos Santos                           | ab 28. November 2014 |
| Maria Rita da Franca de Sousa e Ferro Levy Gomes | ab 4. März 2022      |
| António José Emauz de Almeida Lima               | ab 23. Oktober 2023  |